# Hendrik Casimir
Hendrik Casimir ili punim imenom Hendrik Brugt Gerhard Casimir (Hag, 15. srpnja 1909. – Heeze, 4. svibnja 2000.), nizozemski fizičar. Doktorirao (1931.) na Sveučilištu u Leidenu, gdje je bio profesor (od 1938.). Primijenio teoriju skupova u fizici. Istraživao toplinsku i električnu vodljivost na području niskih temperatura (termodinamika supravodiča, paramagnetizam na ekstremno niskim temperaturama i srodne pojave). Casimirov učinak ili Casimirov efekt je međudjelovanje bliskih (razmak nekoliko mikrometara) metalnih ploča koje nije povezano s električnim ili magnetskim poljem.

## Casimirov učinak
Casimirov učinak ili Casimirov efekt nazvan je po nizozemskom fizičaru Hendriku Casimiru koji je 1948. predvidio postojanje sile između dvije paralelne metalne ploče. Iste godine Casimir i Dirk Polder našli su izraz za silu između atoma ili molekula na velikim udaljenostima, koja predstavlja relativističku verziju van der Waalsove sile medu neutralnim i nepolarnim česticama. Svi ovi učinci povezani su s kvantnim vakuumskim međudjelovanjima. Početni Casimirov rad svodi se na traženje energije elektromagnetskog polja u najnižem kvantnom stanju (vakuumu) uz prisustvo metalnih ploča koje postavljaju određene uvjete na polja. To se razmatranje može uopćiti na različite sustave koji se mogu opisati postavljanjem rubnih uvjeta na elektromagnetska polja. Tako umjesto paralelnih ploča možemo promatrati tijela drugačijih geometrija, kao što su valjci ili kugle. Umjesto metalnih mogu se uzeti magnetične ploče na čijim površinama eletromagnetsko polje mora zadovoljavati drugačije uvjete. Kakva god tijela odabrali, energija vakuuma takvog sustava može se izračunati koristeći metode kvantne teorije polja slične onima korištenima u početnom Casimirovom radu. Vakuumska energija će ovisiti o položajima tijela što znači da se među njima javljaju sile. Stvarna ili realna tijela nisu idealni vodiči i njihov utjecaj na elektromagnetska polja ne može se opisati samo s rubnim uvjetima na njihovoj površini. Prvi proračun Casimirove sile među realnim tijelima dao je Evgenij Lifshitz. Casimirova sila za ploče, kao i Casimir - Polderova i van der Waalsova sila mogu se dobiti kao limesi Lifshitzove jednakosti. U novije vrijeme Casimirov učinak dobio je na značaju zbog razvoja nanotehnologije. Minijaturizacijom mikro i nanoelektromehaničkih sustava (MEMS i NEMS) došlo se do toliko malih udaljenosti na kojima Casimirova sila postaje vrlo snažna. To može predstavljati probleme jer dolazi do sljepljivanja dijelova sustava. Sila među nekim materijalima može biti i odbojna, što bi pogodovalo ovakvim primjenama u tehnologiji. Uvjet za odbojnu silu je, međutim, postojanje magnetičnih materijala, koji bi magnetska svojstva zadržali i na visokim frekvencijama. Nedavno su otkriveni metamaterijali koji magnetska svojstva zadržavaju čak do optičkog dijela spektra te bi se mogla postići odbojna sila.